# Liste des monuments aux morts du 12e arrondissement de Paris

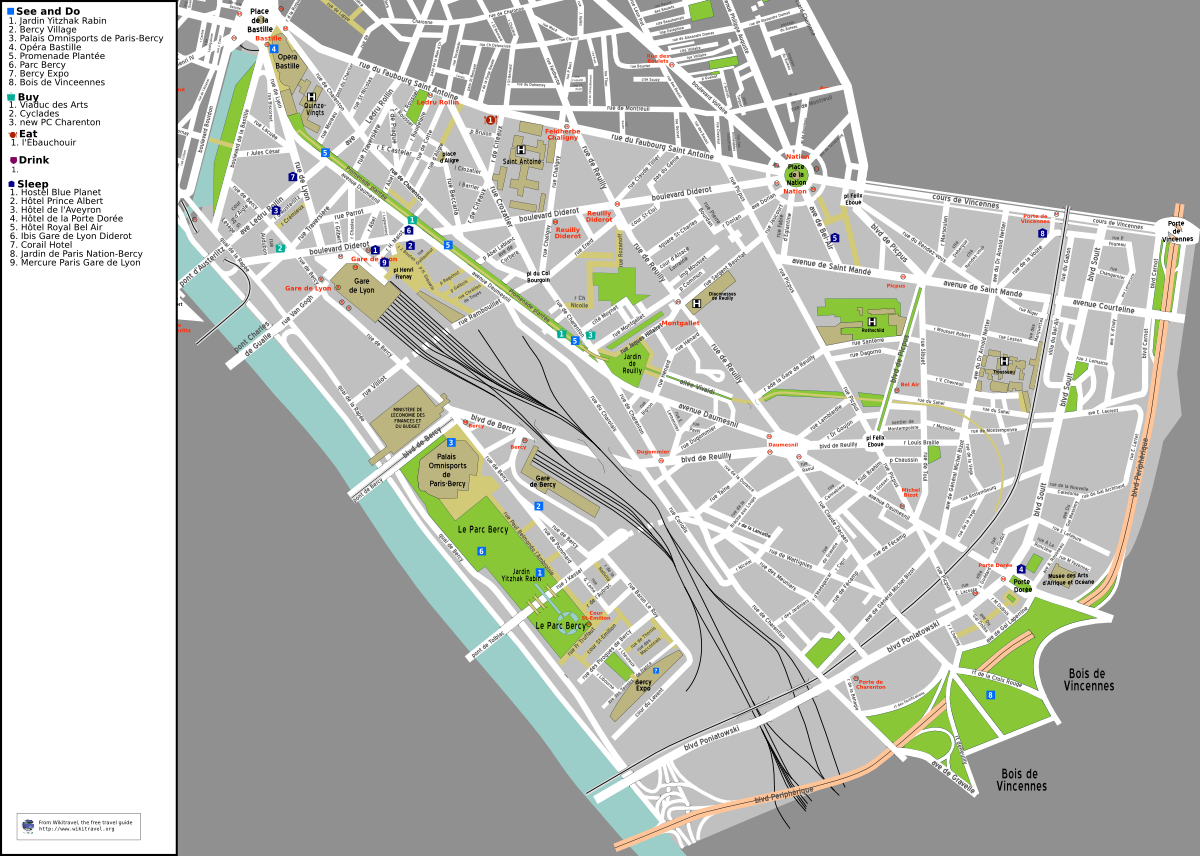
Plan du de Paris.

Cet article recense les monuments aux morts du 12e arrondissement de Paris, en France.

## Liste
- Monuments :

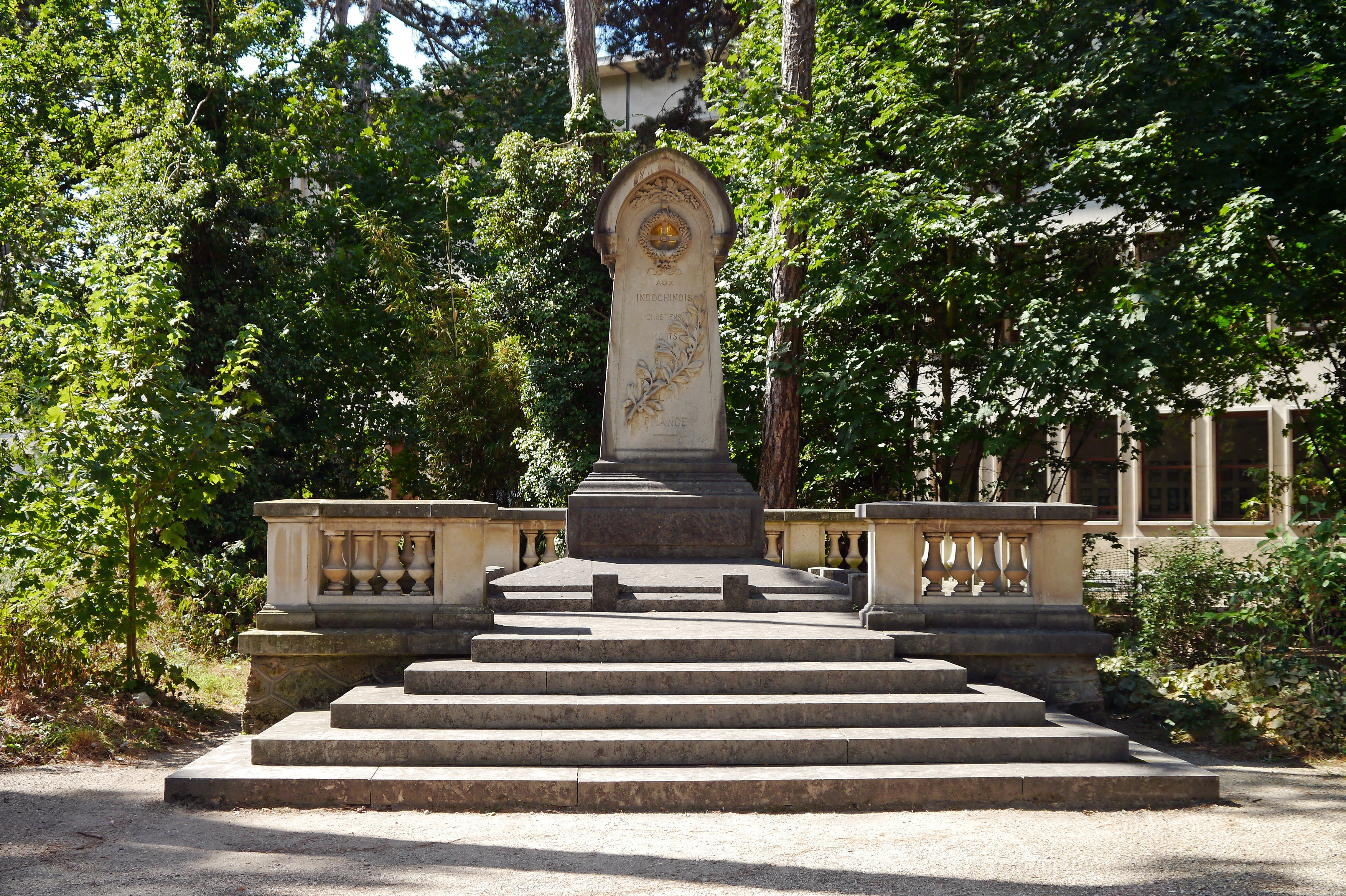
Monument aux Indochinois chrétiens morts pour la France, jardin tropical de Paris, bois de Vincennes.

  - Bois de Vincennes, jardin tropical de Paris :
    - Mémorial de l'esplanade du Dinh (urne funéraire dédiée aux Annamites morts pour la France)
    - Monument aux Cambodgiens et Laotiens morts pour la France
    - Monument aux Indochinois chrétiens morts pour la France
    - Monument aux morts venus d'Indochine (pagode funéraire)
    - Monument aux soldats coloniaux
    - Monument aux soldats malgaches morts pour la France
    - Monument aux soldats morts pour la France
    - Monument aux soldats noirs morts pour la France
    - Monument aux Vietnamiens morts pour la France

  - Monument à Berty Albrecht, Michèle Forgeois (1984, place du Bataillon-du-Pacifique)[1]
  - Monument aux morts du 12e arrondissement (dit « statue de la Victoire »), Raphaël Hubert (square Eugène-Thomas)
  - Monument aux morts du PLM, Louis Bonnier (1925, gare de Lyon, salle des Pas-Perdus)
  - Monument aux victimes des combats de la Libération, anonyme (porte de Charenton)[1]

- Plaques et stèles :
  - Monument aux morts (église de l'Immaculée-Conception)
  - Monument aux morts (église Notre-Dame-de-la-Nativité de Bercy)
  - Monument aux morts (église Saint-Antoine-des-Quinze-Vingts
  - 72e et 73e régiments d'artillerie division de cavalerie (fort de Vincennes
  - 182e régiment d'artillerie lourd tracrée (fort de Vincennes
  - Agents du ministère des Finances morts pour la France (ministère des Finances, cour)
  - Anciens élèves aspirants de réserve (fort de Vincennes)
  - Boston BZ319 (pont de Tolbiac)
  - Gardiens de la Paix (5 rue Bignon)
  - Habitants morts en déportation (72 rue Claude-Decaen)
  - Réseau Agir (207 rue de Bercy)
  - Scouts de France (angle rue Michel-Chasles/boulevard Diderot)
  - SNCF (hall du 15 rue Traversière)
  - Stèle commémorative (203 rue de Charenton)
  - Victimes arrêtées à l'hôpital Rothschild (hôpital Rothschild, entrée)

- Plaques individuelles, morts de la Seconde Guerre mondiale :
  - Aimé Bérurier (fort de Vincennes) (1893-1944), FFI.
  - Louis Boverie, (mairie du 12e, hall d'honneur)
  - Alphonse Delambre (1 rue de Bercy)
  - Jean-Pierre Dudraisil (2 rue de Capri)
  - Marcel Hauville et Mathieu Kervella (45 rue de Lyon)
  - Jean Jeantroux (station de métro Nation, sortie sur l'avenue du Trône)
  - Jean Jemini (2 bis rue de Lyon)
  - Marcel Jeulin (89-93 avenue du Général-Michel-Bizot)
  - Suzanne Lasne (23 avenue du Docteur-Arnold-Netter)
  - Marco Lazard (square Albert-Tournaire)
  - Germinal Matta (41 avenue de Saint-Mandé)
  - Serge Montailler (22 rue de la Voûte)
  - Eugène Pentier (16 rue Claude-Tillier)
  - André Pradelles (44 boulevard de Picpus)
  - Marcel Schmitt (38 quai de la Rapée)
  - Commissaire Silvestri (4 rue de Lyon)
  - Jean Tailleu (171 rue de Charenton)
  - Guy Tessier (217-219 rue de Bercy)
  - Charles Tillon (41 avenue de Saint-Mandé)
  - Barthélemy Torresi (39 avenue du Général-Michel-Bizot)
  - Paul Turgne (85 rue de Charenton)